# 브라이언 프리슬리
브라이언 프레슬리(Brian Presley, 1977년 8월 18일~)는 미국의 배우, 영화 제작자이다.

## 작품 목록
- USS 인디애나 폴리스(2016년)
- 터치백(2011년) - 스콧 머피 역
- 원스 폴른(2010년)
- 스트릿 오브 블러드(2009년)
- 보더랜드(2007년) - 에드 역
- 홈 오브 더 브레이브(2006년)
- 엔드 게임(2006년)
- 가딩 에디(2004년) - 에디 역

### 영화 제작
- Admissions(2004)